# Xymene teres
Xymene teres là một loài ốc biển săn mồi, là động vật thân mềm chân bụng sống ở biển trong họ Muricidae, họ ốc gai hoặc ốc đá.